# Fabales
L'ordine delle Fabales è un ordine di angiosperme eudicotiledoni del clade Eurosidi I (o Fabidi).

## Tassonomia
Comprende le seguenti famiglie:
- Fabaceae Lindl. (= Leguminosae Juss., nom. cons.)
- Polygalaceae Hoffmanns. & Link
- Quillajaceae D.Don
- Surianaceae Arn.